# جون آدامز (سياسي)
جون آدامز (بالإنجليزية: John Adams)‏ هو محامي وقاضي وسياسي أمريكي، ولد في 26 أغسطس 1778 في الولايات المتحدة، وتوفي في 25 سبتمبر 1854 في الولايات المتحدة. حزبياً، نشط في الحزب الديمقراطي. وقد انتخب عضو جمعية ولاية نيويورك وانتخب عضو مجلس النواب الأمريكي.